# Santa Caterina (Roccalbegna)
Santa Caterina è una frazione del comune italiano di Roccalbegna, nella provincia di Grosseto, in Toscana.

## Geografia fisica
Santa Caterina è situata alla pendici dei poggi che dividono la valle dell'Albegna dalla valle dell'Ombrone, nell'entroterra collinare della Maremma grossetana. Il centro abitato è attraversato dal fosso Borretto.
Santa Caterina dista circa 40 km da Grosseto e meno di 4 km dal capoluogo comunale.

## Storia
La frazione è nominata per la prima volta nel 1594 ed è nata come agglomerato a carattere agricolo, composto da abitazioni e poderi sparsi che con il passare del tempo hanno finito per unirsi in un unico centro abitato. Iniziò la propria espansione a partire dal XVII secolo, ma conobbe un periodo di maggiore vitalità verso la fine del XIX secolo, quando alle borgate più antiche (Il Cecio, La Croce e Il Pilocco) si andarono ad aggiungere altri nuovi gruppi di case grazie all'immigrazione di pastori, boscaioli e carbonari provenienti dal casentino: la contrada più recente, quella della Pianona, risale al 1880.

## Monumenti e luoghi d'interesse

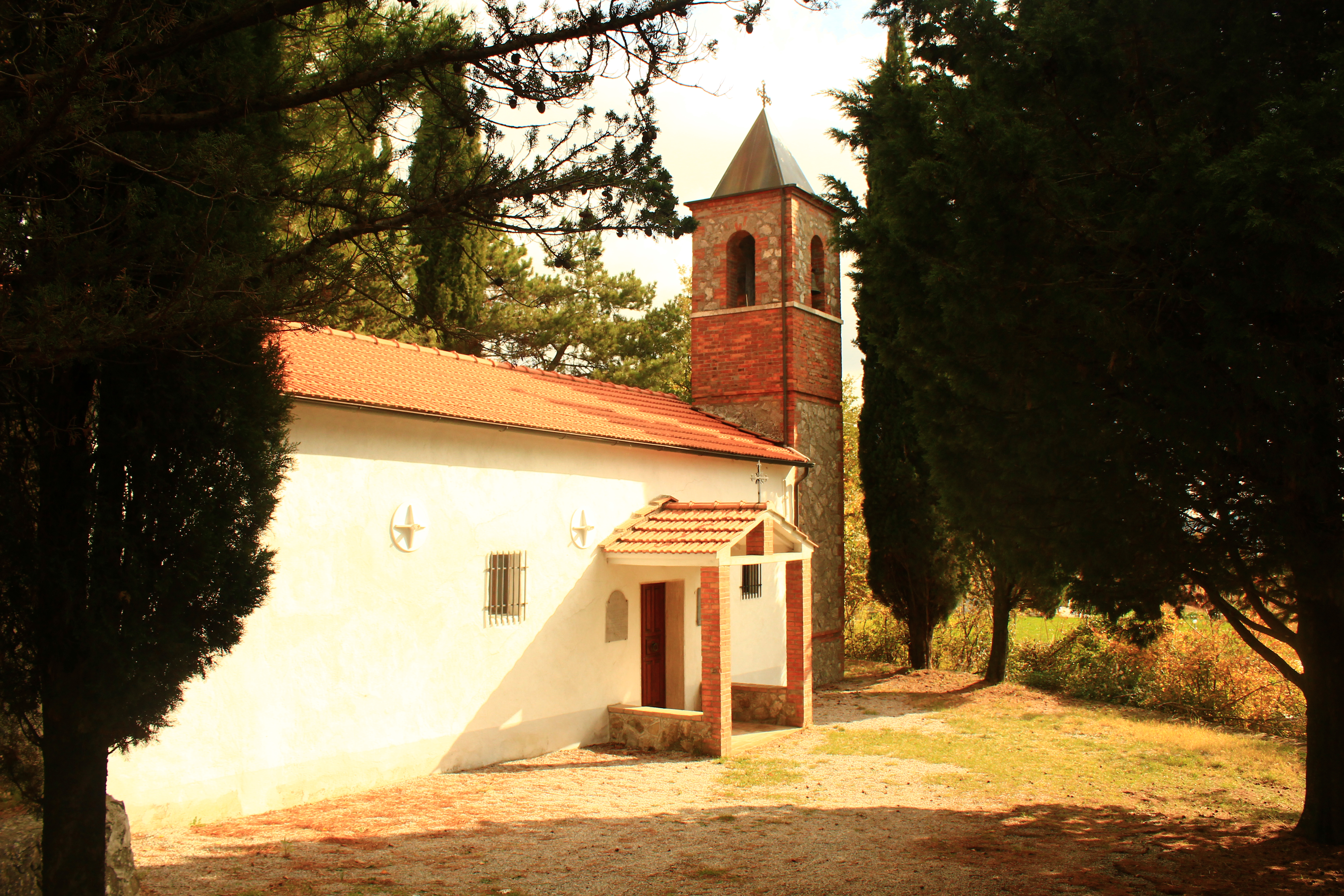
La cappella di Santa Caterina delle Ruote

- Chiesa di Santa Caterina vergine e martire, moderna chiesa parrocchiale di Santa Caterina situata nella contrada della Posta, ha sostituito da pochi decenni la vecchia cappella nella celebrazione delle funzioni religiose.[2] La parrocchia si estenda su un territorio di 340 abitanti.[3]

- Cappella di Santa Caterina delle Ruote, antica chiesetta cinquecentesca, è stata costruita in segno di gratitudine verso la santa martire d'Alessandria, a ricordo di un evento storico avvenuto il 25 novembre 1555, quando gli uomini di Roccalbegna riuscirono a resistere e a scacciare l'esercito francese, alleato dei senesi. La cappella costituisce il nucleo originario del paese di Santa Caterina ed è stato ristrutturato ed ampliato nel 1960.

- Casa natale di Morbello Vergari, situata nella contrada delle Campane, è il luogo dove il 28 dicembre 1920 nacque il poeta contadino Morbello Vergari. Sulla casa è posta una targa a ricordo dell'evento.

## Società

### Evoluzione demografica
Quella che segue è l'evoluzione demografica della frazione di Santa Caterina. Sono indicati gli abitanti dell'intera frazione e dove è possibile la cifra riferita al solo capoluogo di frazione. Dal 1991 sono contati da Istat solamente gli abitanti del centro abitato, non della frazione.
| Anno | Abitanti | Abitanti       | Note  |
| Anno | Frazione | Centro abitato | Note  |
| ---- | -------- | -------------- | ----- |
| 1921 | 399      | -              |       |
| 1931 | 389      | -              |       |
| 1961 | 493      | 201            | [ 4 ] |
| 1981 | 350      | 176            | [ 5 ] |
| 1991 | -        | 152            | [ 6 ] |
| 2001 | -        | 110            | [ 7 ] |
| 2011 | -        | 272            | [ 8 ] |

### Tradizioni e folclore
L'antico rito del fuoco, la Focarazza, si tiene a Santa Caterina la sera del 24 novembre, cioè la vigilia del "compleanno" di santa Caterina d'Alessandria, il parroco del piccolo centro s'inerpica in processione sul poggio che lo sovrasta e benedice una normale catasta di fascine e legna in mezzo alla quale è conficcato un lungo palo di cerro, il cosiddetto "stollo".
Al termine della cerimonia religiosa si appicca il fuoco alla catasta e si lascia che le fiamme si alzino al cielo, ad illuminare una campagna ormai avvolta nell'oscurità della sera. Quando il fuoco diminuisce d'intensità entrano in azione gli uomini di Santa Caterina, divisi in gruppi a seconda della contrada d'appartenenza. Ogni partecipante s'impegna, in una sorta di ancestrale rito purificatore, a sfidare il calore e il fumo per tentare di impadronirsi dello "stollo" e portarlo nel proprio rione.
Successivamente il tronco viene tagliato in tanti pezzi quanti sono stati i partecipanti, così ognuno può portare a casa una porzione dell'oggetto.
In seguito ogni pezzo verrà messo a bruciare nel caminetto di casa e quando le fiamme lo avranno del tutto consumato si prenderanno le ceneri che poi saranno disperse nei campi e negli orti quale auspicio per una fertile stagione agricola.

## Cultura

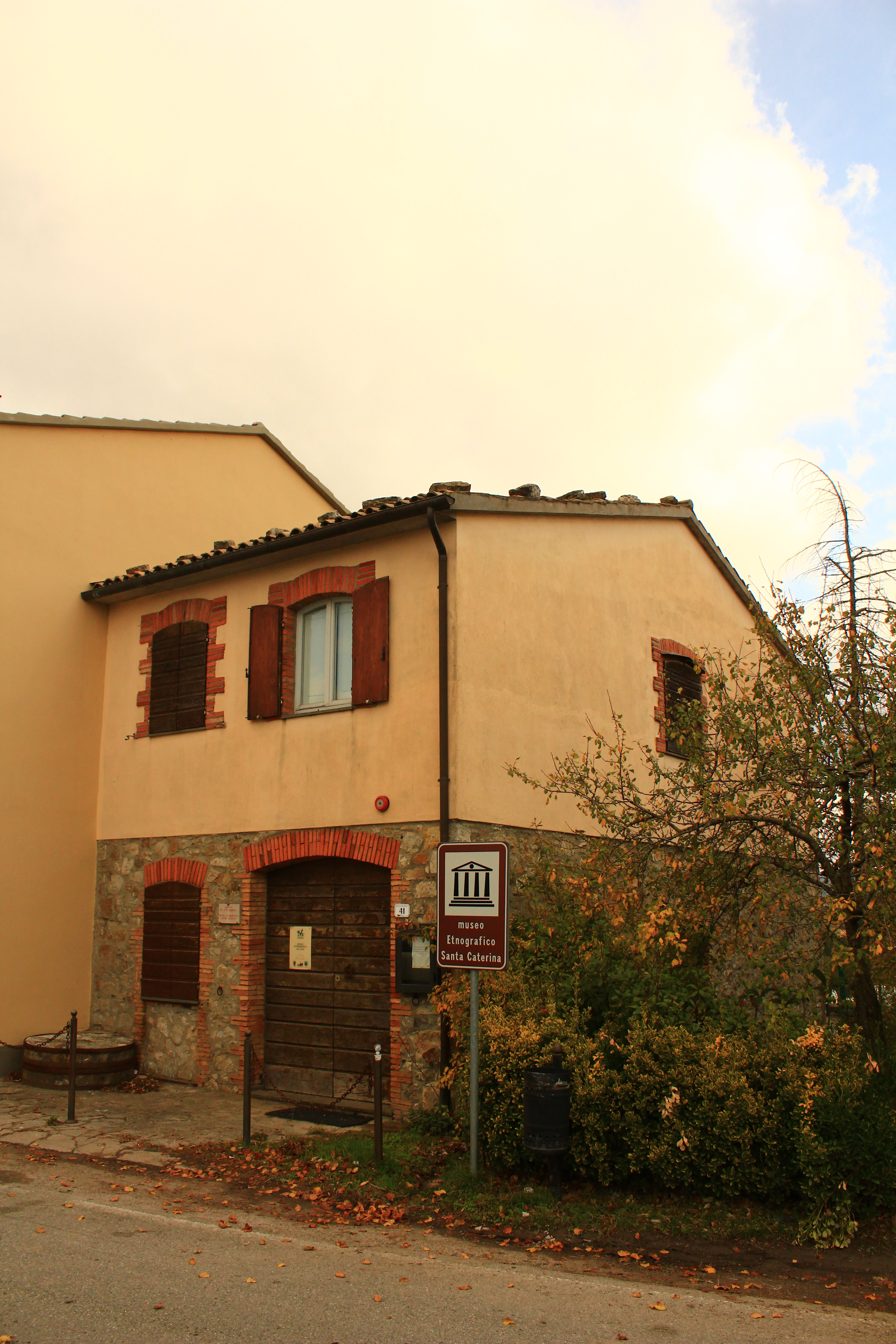
Il museo della focarazza

### Musei
Presso la frazione di Santa Caterina è situato il museo della focarazza, museo etnografico inaugurato nel 1987 e rinnovato nel 2005, che ha come scopo quello di documentare il lavoro e le tradizioni del territorio locale, con particolare riferimento al rito del fuoco.

## Geografia antropica
Santa Caterina, essendo una frazione formatasi dall'unione di più nuclei abitati, conserva ancora oggi una netta partizione in contrade o rioni. Le contrade di Santa Caterina sono le seguenti:
- Case Galli
- Case Pereti
- Case Rossi
- Case Saloni
- Case Sarti
- I Casini
- Il Cecio
- Il Pilocco
- La Croce
- La Pianona
- La Posta
- Le Campane
- Le Querciolaie

Un'ulteriore suddivisione è legata alla presenza del fosso Borretto, derivante dalla sorgente della Fonte della Cupa, che divide in due il paese. Tutti gli abitanti delle contrade poste oltre il fosso, dalla parte di Vallerona, sono chiamati "borrettai".

## Infrastrutture e trasporti
Il centro abitato di Santa Caterina è attraversato da due importanti vie di comunicazione dell'entroterra collinare della provincia di Grosseto a sud-est del capoluogo: la frazione, prima di tutto, costituisce il termine orientale dalla strada provinciale 24 Fronzina, che ha inizio ad Arcille e attraversa i borghi di Baccinello, Cana e Vallerona; inoltre è una delle località attraversate dalla strada provinciale 160 Amiatina, che la collega con Roccalbegna ed il Monte Amiata a nord-est, e con Murci, Poggioferro, Scansano e infine il mare a sud-ovest.